# Eppenbrunn
Eppenbrunn é um município da Alemanha localizado no distrito de Südwestpfalz, estado da Renânia-Palatinado.
Pertence ao Verbandsgemeinde de Pirmasens-Land.